# Бишбрун
Бишбрун (њем. Bischbrunn) општина је у њемачкој савезној држави Баварска. Једно је од 40 општинских средишта округа Мајна-Шпесарт. Према процјени из 2010. у општини је живјело 1.845 становника. Посједује регионалну шифру (AGS) 9677120.

## Географски и демографски подаци
Бишбрун се налази у савезној држави Баварска у округу Мајна-Шпесарт. Општина се налази на надморској висини од 395 метара. Површина општине износи 8,7 km².

## Становништво
У самом мјесту је, према процјени из 2010. године, живјело 1.845 становника. Просјечна густина становништва износи 211 становника/km².